# Convent (Studentenverbindung)
Der Convent (auch Konvent; von lat. conventus: „Zusammenkunft“) ist das maßgebliche Organ in der Constitution von Studentenverbindungen. Unter den Stimmberechtigten (alle Anwesenden mit Ausnahme des Conventsleiters; dies ist meist der Senior der Aktivitas (x) bzw. der Altherrenschaft (AHx), falls anwesend) herrscht Wahlgleichheit. Dass dieses „basisdemokratische“ Conventsprinzip dem Führerprinzip zuwiderlief, war einer der zentralen Konfliktpunkte in der Zeit des Nationalsozialismus.

## Conventsarten
Convente kommen in vielen Arten und Ausprägungen vor. In manchen Korporationsverbänden heißen sie anders als hier aufgeführt.
- Der Aktiven- und Burschenkonvent (AK/BK bzw. AC/BC) ist die Versammlung aller Burschen. Diese haben bereits das Burschenversprechen (den Burscheneid) abgelegt und damit den Willen zur lebenslangen Verbindungszugehörigkeit bekundet. Der AC/BC ist das zentrale Organ jeder Verbindung. Auf ihm wird die Selbstverwaltung durch die Aktiven geregelt. Sie treffen die Entscheidungen und organisieren das Verbindungsleben, während die Alten Herren (in Süddeutschland Philister) für die Rahmenbedingungen sorgen. Ob und mit welchem Stimmrecht sie am Burschenconvent teilnehmen, ist sehr unterschiedlich geregelt. In vielen Korporationen wird bei Aktivenkonventen auch die Teilnahme von Füxen (Probemitglieder) gestattet. In gemischten Studentenverbindungen ist ferner die Teilnahme von Frauen üblich, die zum Beispiel als Füxe, Damen bzw. Burschen (bezeichnet den Status, nicht das Auftreten eines Mitglieds) oder Chordamen der Verbindung angehören.
- Der Allgemeine Convent (AC) hat informellen Charakter, so dass alle Mitglieder (Füchse, Burschen, Inaktive, Alte Herren und sonstige Mitglieder) teilnehmen können. Als AC werden mancherorts auch wissenschaftliche oder informative Zusammenkünfte bezeichnet.
- Der Chargenkonvent ist die Versammlung der Chargen: Der Burschenkonvent wählt aus seiner Mitte mindestens drei Mitglieder, die die Geschäfte der Verbindung führen. Vielfach wird dieses Gremium als CHC, neuerdings vor allem bei katholischen Verbindungen in Österreich auch als Chargen-Cabinett bezeichnet.
- Altherrenkonvent heißt bei manchen Verbindungen die Mitgliederversammlung der Alten Herren.
- Generalkonvent, Kumulativkonvent, Cumulativconvent oder Bundeskonvent ist die gemeinsame Versammlung der Aktiven, Inaktiven und Alten Herren. Füxe sind in der Regel nicht teilnahmeberechtigt.
- Renoncen- oder Fuchsenconvent sind Zusammenkünfte der Füchse unter Leitung des Fuchsmajors. Hier lernt der Nachwuchs zu debattieren, mit Geschäftsordnungen umzugehen und Mehrheitsbeschlüsse zu fassen. Außerdem können dem Fuchsmajor Themen zur Vorbringung auf dem BC angetragen werden.
- Bei schlagenden Verbindungen tritt der Mensurenconvent (MC) nach jeder oder nach mehreren Mensuren von Bundesbrüdern zusammen. Er bewertet die geschlagene „Partie“ nach bestimmten Kriterien. Geleitet wird er vom Fechtchargierten.

## Conventsgeheimnis
Zu Conventen sind in der Regel ausschließlich Mitglieder der betreffenden Studentenverbindung zugelassen. Traditionell gilt das Conventsgeheimnis für den Verlauf der Verhandlungen des Convents. Die Ergebnisse werden dagegen meist verbindungsintern und teilweise auch extern kommuniziert. Durch das Conventsgeheimnis wird das offene Wort auf dem Convent ermöglicht. Das Verletzen des Conventsgeheimnisses wird bestraft, je nach Schwere auch mit dem Ausschluss aus der Verbindung. Das Conventsgeheimnis war für Studentenverbindungen auch stets ein Mittel zur Vertraulichkeit und Geschlossenheit bei feindlichen Angriffen von außen, etwa in der Zeit des Nationalsozialismus.

## Corps

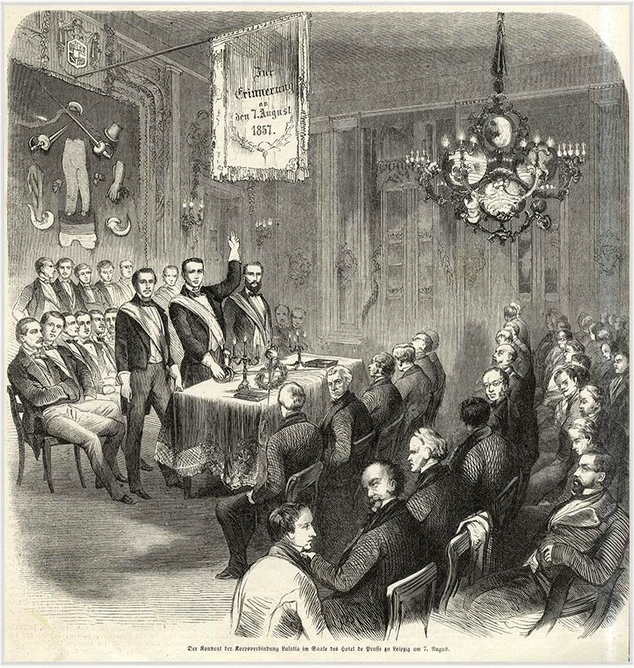
Feierlicher Corpsconvent des Corps Lusatia Leipzig im Hotel de Prusse in Leipzig (50. Stiftungsfest 1857)

Zum Corpsburschenconvent eines Corps gehören die Chargierten, die aktiven Corpsburschen (CB), die Inaktiven (iaCB) und die Corpsschleifenträger (IdC). Füchse und Conkneipanten haben weder Sitz noch Stimme. Der ordentliche Corpsburschen-Convent (oCC) tritt während des Semesters allwöchentlich zusammen. Außerordentliche CC (aoCC) können jederzeit anberaumt werden. Geleitet wird der CC vom Senior. Seine Stimme gibt bei Stimmengleichheit den Ausschlag. Außer bei Strafsachen in eigener Angelegenheit ist Stimmenthaltung verpönt.
Wenn ein Corpsstudent bei sich falsches Verhalten erkennt, hat er es selbst dem CC zur Bewertung anzuzeigen.
Das höchste Gremium eines Corps ist der Feierliche Corpsburschen-Convent (FCC), der in der Regel einmal jährlich beim Stiftungsfest zusammentritt. In manchen Corps haben auch die Alten Herren Stimmrecht. Andere Bezeichnungen für FCC sind Generalconvent (Österreich) oder Bundesconvent (Lebenscorps).
Nach jeder Mensur tritt der Mensuren-Convent (MC) zusammen, der die Partie bewertet und entscheidet, ob sie genügt. Der MC wird vom  Consenior geleitet. Die erste Mensurbeurteilung kommt dem jüngsten Corpsburschen zu. Zuletzt bewertet der Consenior Moral, Technik und Angriffsgeist des Paukanten.